# Ousse (Gers)
L'Ousse est un ruisseau du sud de la France, dans la région Occitanie, dans le département du Gers, affluent du Gers (rive gauche), et donc sous-affluent de la Garonne.

## Géographie
De 10,6 km de longueur, l'Ousse prend sa source sur la commune de Préchac. Il se jette dans le Gers à Fleurance

## Département et communes traversés
Dans le seul département du Gers, il traverse 5 communes : 
Réjaumont, Puységur, Fleurance, Préchac, Montestruc-sur-Gers.

## Affluent
- La Boulude, 3,4 km.